# Janne Laakkonen
Janne Laakkonen (ur. 15 kwietnia 1982 w Kuopio) – fiński hokeista, reprezentant Finlandii.

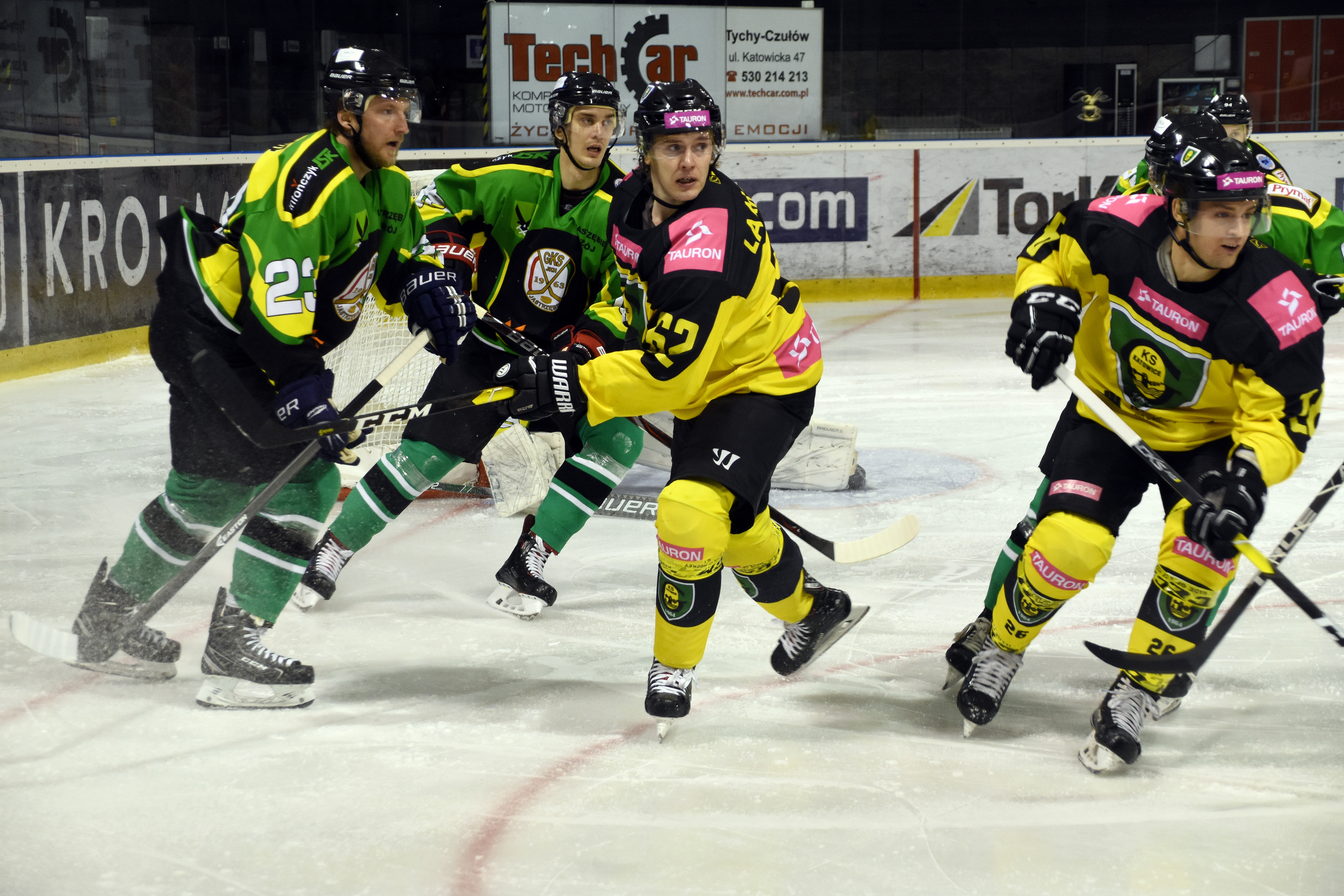
Janne Laakkonen (w środku z numerem 62) w barwach Tauronu KH GKS Katowice

## Kariera
- KalPa U16 (1997-1998)
- KalPa U18 (1998-1999)
- KalPa U20 (1999-2001)
  -  Suomi U20 (2007/2008)
- KalPa (2001-2002)
- HPK U20 (2001-2002)
- HPK (2001-2005)
- Timrå IK (2005)
- HIFK (2005-2008)
- HPK (2008-2010)
- KalPa (2010-2011)
- HPK (2011-2012)
- LeKi (2012)
- Ilves (2012)
- IF Sundsvall Hockey (2013-2014)
- Arystan Temyrtau (2014)
- Jużnyj Urał Orsk (2014)
- Kułagier Pietropawłowsk (2015-2016)
- HK Nioman Grodno (2016-2017)
- Gothiques d’Amiens (2017-2018)
- Tauron KH GKS Katowice (2018-2019)
- Coventry Blaze (2019-2020)
- EHC Lustenau (2020)
- Narvik Hockey (2020-2021)
- Coventry Blaze (2021-2022)
- Fife Flyers (2022-2023)
- FPS (2023-)

Wychowanek klubu KalPa w rodzinnym mieście Kupio. W jego barwach występował w zespołach juniorskich oraz zadebiutował w seniorskich rozgrywkach narodowych Liiga. Od 2001 reprezentował przez cztery sezony klub HPK. W sezonie 2005/2006 krótkotrwale był zawodnikiem szwedzkiej drużyny Timrå IK, jednak wkrótce przeszedł do fińskiej stołecznej ekipy HIFK, w których grał trzy sezony. Od 2008 rozegrał trzy sezony ponownie w barwach HPK, jeden sezon ponownie w KalPa i jeden znów w HPK. Od stycznia 2013 przez niecałe dwa sezony grał w szwedzkim zespole IF Sundsvall Hockey. Następnie od września 2014 reprezentował kazachski, a od listopada 2014 rosyjski Jużnyj Urał Orsk. Latem 2015 przeszedł do kazachskiej drużyny Kułagier Pietropawłowsk. Na początku stycznia 2016 został graczem białoruskiego zespołu NIoman Grodno. W połowie 2017 przeszedł do francuskiego klubu z Amiens. W połowie 2018 został graczem Tauron GKS Katowice w rozgrywkach Polskiej Hokej Ligi (w 2017 zawodnikiem polskiej drużyny został inny Fin, Jesse Rohtla, z którym Laakkonen występował razem w kazachskim Pietropawłowsku i białoruskim Grodnie). Po sezonie 2018/2019 odszedł z klubu. W sierpniu 2019 przeszedł do angielskiego zespołu Coventry Blaze. W październiku 2020 przeszedł do austriackiego EHC Lustenau. Stamtąd, na początku grudnia 2020 przeszedł do norweskiego Narvik Hockey, skąd w marcu 2021 powrócił do Coventry Blaze po decyzji o wznowieniu ligi EIHL. W lipcu 2022 przeszedł do szkockiego klubu Fife Flyers. W październiku 2023 został zawodnikiem rodzimego.
W sezonie 2001/2002 grał w kadrze Finlandii do lat 20, a w sezonach 2003/2004 oraz 2005/2006 grał w barwach seniorskiej kadry narodowej w meczach turniejów Euro Hockey Tour.

## Sukcesy
Klubowe
- Złoty medal Suomi-sarja: 2001 z KalPa
- Brązowy medal Mestis: 2002 z KalPa
- Brązowy medal mistrzostw Finlandii: 2002, 2003, 2005 z HPK
- Srebrny medal mistrzostw Finlandii: 2010 z HPK
- Puchar Kazachstanu: 2016 z Kułagierem Pietropawłowsk
- Brązowy medal mistrzostw Kazachstanu: 2016 z Kułagierem Pietropawłowsk
- Złoty medal mistrzostw Białorusi: 2017 z Niomanem Grodno
- Brązowy medal mistrzostw Polski: 2019 z Tauron KH GKS Katowice

Indywidualne
- SM-liiga (2009/2010):
  - Drugie miejsce w klasyfikacji asystentów w fazie play-off: 11 asyst[12]
  - Pierwsze miejsce w klasyfikacji kanadyjskiej w fazie play-off: 16 punktów[13]
- Ekstraliga białoruska w hokeju na lodzie (2015/2016):
  - Trzecie miejsce w klasyfikacji asystentów w fazie play-off: 7 asyst[14]
- Ekstraliga białoruska w hokeju na lodzie (2016/2017):
  - Drugie miejsce w klasyfikacji asystentów w sezonie zasadniczym: 34 asyst[15]
  - Trzecie miejsce w klasyfikacji kanadyjskiej w sezonie zasadniczym: 47 punktów[16]
  - Trzecie miejsce w klasyfikacji +/− w sezonie zasadniczym: +32[17]
- Puchar Kontynentalny 2018/2019#Superfinał:
  - Drugie miejsce w klasyfikacji asystentów turnieju: 4 asysty[18]
  - Drugie miejsce w klasyfikacji kanadyjskiej turnieju: 5 punktów[19]
  - Pierwsze miejsce w klasyfikacji +/− turnieju: +4[20]
- Polska Hokej Liga (2018/2019):
  - Drugie miejsce w klasyfikacji asystentów w sezonie zasadniczym: 33 asysty[21]
- EIHL (2019/2020):
  - Pierwsze miejsce w klasyfikacji asystentów w sezonie zasadniczym: 40 asyst[22]
  - Ósme miejsce w klasyfikacji kanadyjskiej w sezonie zasadniczym: 49 punktów[23]
  - Drugi skład gwiazd